# Miguel Falabella
Miguel Falabella de Sousa Aguiar (Rio de Janeiro, 10 de outubro de 1956) é um ator, cineasta, humorista, escritor, apresentador, dramaturgo, roteirista e encenador brasileiro. Considerado um dos artistas mais versáteis do país, Falabella teve a carreira marcada por papéis na televisão, no cinema e nos palcos do teatro, seja atuando, escrevendo ou dirigindo. 
Tornou-se conhecido, entre vários trabalhos na televisão, por interpretar o trambiqueiro Caco Antibes na sitcom Sai de Baixo (1996–2002) e por ter sido um dos apresentadores mais duradouros do dominical Vídeo Show entre 1987 e 2002. Como escritor, Falabella escreveu telenovelas e seriados de comédia, como Salsa e Merengue (1996), A Lua Me Disse (2005), Toma Lá Dá Cá (2007–09), Pé na Cova (2013–16) e O Som e a Sílaba (2024). Nos palcos teatrais, foi elogiado por dirigir e atuar em peças premiadas como A Partilha (1990–1998/2012), Falabella solta os Bichos (1994), Hairspray (2009–10), A Gaiola das Loucas (2010), Hebe - o Musical (2017), Annie (2018) e Donna Summer Musical (2022). Foi também carnavalesco das escolas de samba Império da Tijuca e Rocinha.
Falabella possui ascendência portuguesa, italiana, espanhola, austríaca, alemã e suíça. É parente de 10º grau da atriz Malu Mader, 12º grau da também atriz Débora Falabella e parente de 6º grau de Artur Azevedo.

## Carreira
Enquanto pequeno, quando morava na Ilha do Governador, assistiu ao musical Hello, Dolly, estrelado por Bibi Ferreira, e se encantou pelo mundo da dramaturgia. Estreou na televisão em 1982, no programa Caso Verdade, no episódio "Jam e Jim", onde dava vida ao personagem título. Logo depois, participou de sua primeira novela, Sol de Verão, de Manoel Carlos, como o médico Romeu.
Conquistou o sucesso em 1986 ao interpretar Miro, no remake Selva de Pedra, de Janete Clair. Estreou como apresentador de televisão no programa Vídeo Show em agosto de 1987, permanecendo no comando do programa até janeiro de 2002, quando foi substituído por Márcio Garcia.
É um artista bastante ativo no teatro e na televisão. Nos palcos, além de musicais nacionais, costuma trazer a Broadway para o Brasil. Atuou no sucesso Loiro, Alto, Solteiro, Procura e escreveu também A Partilha, peça que ganhou versão para o cinema (com direção de Daniel Filho). Na televisão, dentre muitos trabalhos, alcançou popularidade apresentando o programa Vídeo Show durante quinze anos, e também representando Caco Antibes no humorístico Sai de Baixo.
Sua ligação com a poesia e a escrita é forte. Participou de alguns CDs de poesia, e escreveu alguns livros. Foi também autor de várias crônicas publicadas em jornais e revistas, sua coleção mais famosa delas era intitulada Coração Urbano.
Participou da série de comédia Toma Lá, Dá Cá, também na Globo, como o ex-surfista Mário Jorge, programa do qual assinava o roteiro, ao lado da amiga Maria Carmem Barbosa. A série foi cancelada em dezembro de 2009, as razões para o término das mesmas segundo o próprio Falabella, foram dele, que disse "Acho bom sair no auge". A série também deve virar filme.
Com tradução e direção dele, estava em cartaz o musical Hairspray naquele ano.
Em 2010 ele estreou na TV o seriado A Vida Alheia, sem plateia e gravado em externas. Segundo Miguel, o objetivo do programa em si não é de ser uma atração de humor, mas sim uma retratação da dura vida dos paparazzi, os repórteres fotográficos das chamadas revistas de fofocas.
Em 2013 ocorreu a estreia do seriado Pé na Cova em que ele interpreta Ruço, o personagem e principal, e que também é roteirista da série. Segundo Miguel, ele acha que "a partir dos 50, e a morte vira uma realidade". Em fevereiro do mesmo ano ele declarou que Pé na Cova deverá ser sua última atuação na TV, e que também pretende deixar o teatro, já que prefere escrever.
Em 2014, escreve a série Sexo e as Negas, paródia de Sex and the City, que retrata a vida de quatro amigas de Cordovil, no subúrbio do Rio de Janeiro.
Em 2017, além de retomar seu personagem Caco Antibes, sucesso em Sai de Baixo, desta vez, na Escolinha do Professor Raimundo, o ator vem trabalhando num romance sobre sua família, Sagrado Coração, tendo como personagem inicial seu bisavô, que deixou a Itália, mais precisamente a região da Basilicata, e embarcou por engano ao Brasil. No mesmo ano foi jurado do quadro "Show dos Famosos" no Domingão do Faustão ao lado de Cláudia Raia e Silvio de Abreu, e fez uma participação na série Cidade Proibida interpretando o colunista social Leon Mercier. Além disso, desde 2016, ele apresenta o quadro "Memória Nacional" dentro do Vídeo Show relembrando artistas já falecidos e com trabalhos marcantes na Rede Globo.

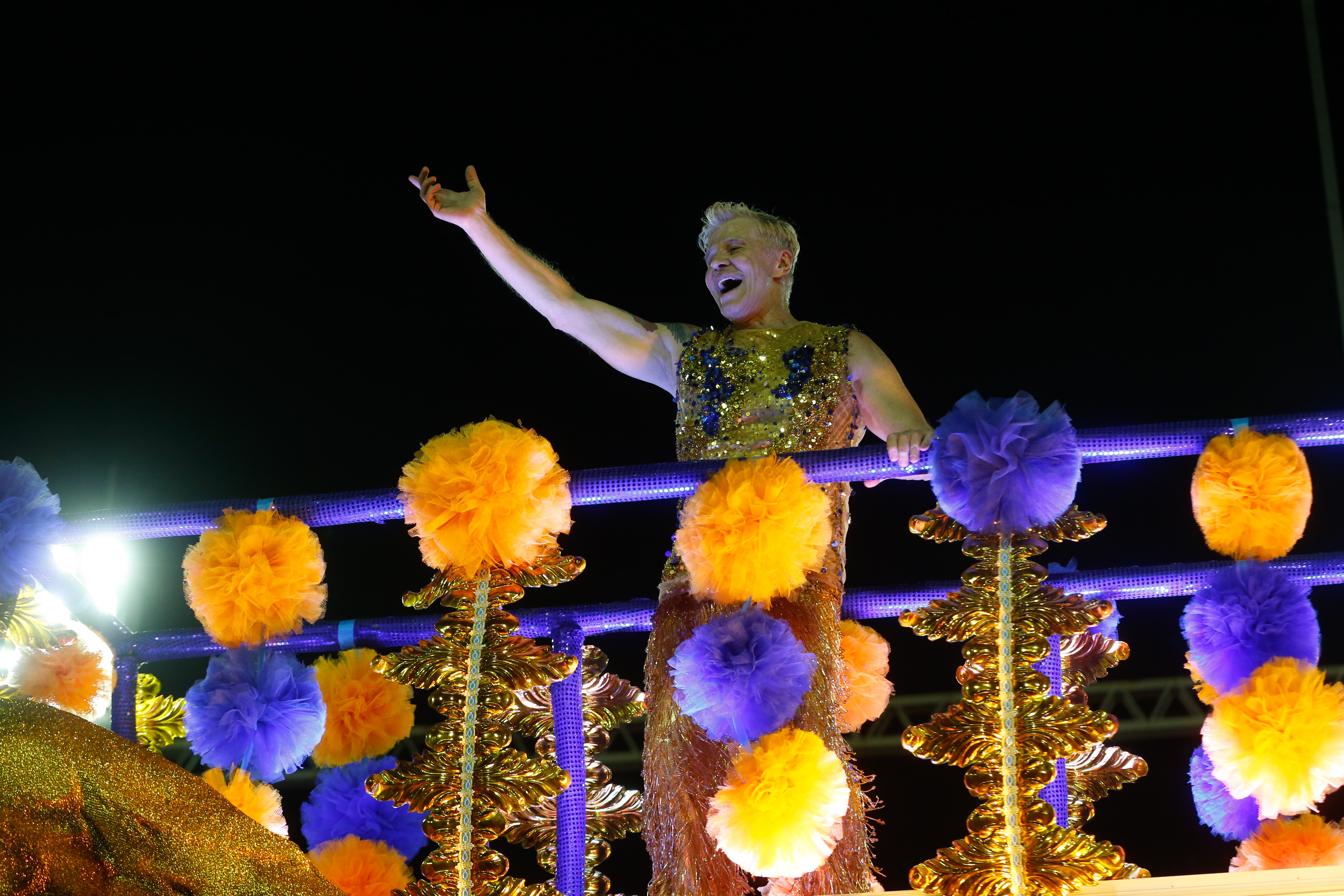
Miguel no desfile da Unidos da Tijuca, em sua homenagem, no carnaval de 2018.

Em 2018, Miguel foi homenageado no carnaval carioca pela escola de samba Unidos da Tijuca, vizinha e co-irmã da Império da Tijuca, escola pela qual foi carnavalesco nos anos 90. Miguel participou do desfile junto com diversos amigos seus como Arlete Salles, Cissa Guimarães, Claudia Raia, Aracy Balabanian e Marisa Orth.
Em junho de 2020, a Globo decidiu não renovar o contrato com Falabella, depois de 38 anos na emissora, e com vencimento em setembro. Sobre o seu desligamento, o ator declarou que sairia sem nenhum ressentimento, e era grato à emissora que o ajudou em situações como quando precisou de assistência médica, e sem nunca ter atrasado os pagamentos de salário. A Globo publicou uma nota, justificando que a demissão de Falabella foi devido a um novo modelo de parceria, abolindo contratos longos, tendo que manter os contratados mesmo sem trabalhos em andamento ou previstos. No entanto, o jornalista Mauricio Stycer afirmou que já havia algum tempo estava ocorrendo um desgaste na relação do ator com a emissora. Por exemplo, depois da repercussão negativa da série Sexo e as Negas, de 2014, que só teve uma temporada e mesmo antes de estrear, teria sido "injustamente acusada de racismo".
Depois de sua saída da Globo, Falabella passou a integrar a bancada de jurados no novo programa da TV Cultura, o talent show Talentos, com estreia em 8 de agosto de 2020.
Falabella retornaria à Globo após rodadas de negociações no dia 7 de maio de 2025, integrando o elenco de Três Graças, marcando a sua volta às telenovelas desde a participação especial em Aquele Beijo (de onde também foi autor) e em um papel fixo desde Agora É que São Elas. A volta só foi possível após Miguel ter sido homenageado durante o Show 60 Anos.

## Filmografia

### Televisão

#### Como ator
| Ano     | Trabalho                     | Personagem                                | Notas                                |
| ------- | ---------------------------- | ----------------------------------------- | ------------------------------------ |
| 1982    | Sol de Verão                 | Romeu                                     |                                      |
| 1982    | Caso Verdade                 | Jan                                       | Episódios: "Jan & Jim"               |
| 1983    | Caso Verdade                 | Gustavo                                   | "Choque de Gerações"                 |
| 1983    | Caso Especial                | Danilo                                    | Episódios: "Insensato Coração"       |
| 1984    | Amor com Amor Se Paga        | Renato                                    |                                      |
| 1984    | Livre para Voar              | Dr. Sérgio                                | Episódio: "19 de março"              |
| 1985    | Armação Ilimitada            | Ray Telvis / Walter José                  | Episódio: "19 de setembro"           |
| 1986    | Selva de Pedra               | Argemiro Tavares (Miro)                   |                                      |
| 1987    | O Outro                      | João Silvério Antunes                     |                                      |
| 1989    | Tieta                        | Ele mesmo                                 | Episódio: "9 de dezembro"            |
| 1990    | Mico Preto                   | José Luís Menezes Garcia (Zé Luís)        |                                      |
| 1990    | Mico Preto                   | Arnaldo Menezes Garcia                    |                                      |
| 1991    | Caso Especial                | Éverton                                   | Episódios: "Marina"                  |
| 1992    | As Noivas de Copacabana      | Donato de Castro Menezes                  |                                      |
| 1994    | A Viagem                     | Raul Toledo                               |                                      |
| 1994    | Você Decide                  | Gabriel                                   | Episódio: "Seja Feita Vossa Vontade" |
| 1995    | Você Decide                  | Denis                                     | Episódio: "Intermezzo"               |
| 1995    | Cara & Coroa                 | Mauro Alcântara Prates                    |                                      |
| 1996–02 | Sai de Baixo                 | Carlos Augusto Antibes (Caco)             |                                      |
| 1996–02 | Sai de Baixo                 | Dona Caca Antibes                         |                                      |
| 1998    | Você Decide                  | Daniel                                    | Episódio: "O Rapto da Sogra"         |
| 2001    | Brava Gente                  | Olavo Bilac                               | Episódio: "Bilac Vê Estrelas"        |
| 2002    | A Grande Família             | Pastor Wellington                         | Episódio: "Quem Nunca Pecou?"        |
| 2003    | Agora É que São Elas         | João Carlos Ramos Zabelheira (Juca Tigre) |                                      |
| 2005    | Toma Lá, Dá Cá               | Mário Jorge Dassoin                       | Especial de fim de ano               |
| 2007–09 | Toma Lá, Dá Cá               | Mário Jorge Dassoin                       |                                      |
| 2012    | Aquele Beijo                 | Marajá de Ashuarya                        | Episódio: "14 de abril"              |
| 2013    | Sai de Baixo                 | Carlos Augusto Antibes (Caco)             | Especiais Canal Viva/TV Globo        |
| 2013–16 | Pé na Cova                   | Gedivan Pereira (Ruço)                    |                                      |
| 2017    | Cidade Proibida              | Leon Mercier                              | Episódio: "Caso Leon"                |
| 2017    | Brasil a Bordo               | Comandante Valdemar Larico (Vadeco)       |                                      |
| 2017–21 | Show dos Famosos             | Jurado                                    |                                      |
| 2019    | Cine Holliúdy                | Miguel da Silva                           | Episódio: "6"                        |
| 2022    | O Coro: Sucesso, Aqui Vou Eu | Renato                                    | Também autor                         |
| 2023    | Novela                       | Lauro Valente                             |                                      |
| 2025    | Show 60 Anos                 | Carlos Augusto Antibes (Caco)             | Especial dos 60 Anos da Globo        |
| 2025    | Pablo e Luisão               | Padre Sebastião                           | Episódio: "Padre Trambiqueiro"       |

#### Como autor
| Ano           | Trabalho                     | Escalação                     | Parceiros titulares                   |
| ------------- | ---------------------------- | ----------------------------- | ------------------------------------- |
| 1985          | Tamanho Família              | autor principal               |                                       |
| 1988          | Grupo Escolacho              | autor principal               |                                       |
| 1988          | TV Pirata                    | co-autoria roteiro            | Casseta & Planeta                     |
| 1990          | Delegacia de Mulheres        | autor principal               |                                       |
| 1996–97       | Salsa e Merengue             | autor principal               | Maria Carmem Barbosa                  |
| 1996–02       | Sai de Baixo                 | autor principal roteiro final | Maria Carmem Barbosa Euclydes Marinho |
| 2005          | A Lua Me Disse               | autor principal               | Maria Carmem Barbosa                  |
| 2005, 2007–09 | Toma Lá, Dá Cá               | autor principal roteiro final | Maria Carmem Barbosa                  |
| 2008–09       | Negócio da China             | autor principal               |                                       |
| 2010          | A Vida Alheia                | autor principal roteiro final |                                       |
| 2011–12       | Aquele Beijo                 | autor principal roteiro final |                                       |
| 2013–16       | Pé na Cova                   | autor principal roteiro final |                                       |
| 2013          | Sai de Baixo                 | autor principal roteiro final |                                       |
| 2014          | Sexo e as Negas              | autor principal roteiro final |                                       |
| 2017          | Brasil a Bordo               | autor principal roteiro final |                                       |
| 2019          | Eu, a Vó e a Boi             | autor principal roteiro final | Gloria Perez Eduardo Hanzo            |
| 2022          | O Coro: Sucesso, Aqui Vou Eu | autor principal roteiro final |                                       |
| 2024          | O Som e a Sílaba             | autor principal roteiro final |                                       |

#### Como diretor
| Ano  | Trabalho        | Escalação     |
| ---- | --------------- | ------------- |
| 1987 | Sassaricando    | diretor geral |
| 1988 | Grupo Escolacho | diretor geral |

#### Como apresentador
| Ano     | Programa   | Escalação          |
| ------- | ---------- | ------------------ |
| 1987–02 | Vídeo Show | Apresentador Geral |
| 2015–19 | Vídeo Show | Mensagem Final     |
| 2025    | Vídeo Show | Ele mesmo          |

### Cinema
Como diretor
| Ano  | Título             |
| ---- | ------------------ |
| 2008 | Polaroides Urbanas |
| 2021 | Veneza             |
| 2025 | Querido Mundo      |

Como roteirista
| Ano  | Título                 |
| ---- | ---------------------- |
| 2001 | A Partilha             |
| 2008 | Polaroides Urbanas     |
| 2019 | Sai de Baixo - O Filme |

Como ator
| Ano  | Título                   | Papel               |
| ---- | ------------------------ | ------------------- |
| 1981 | A Mulher Sensual         | assistente de Érico |
| 1982 | O Sonho Não Acabou       | Silveirinha         |
| 1984 | Sole Nudo                |                     |
| 1985 | O Beijo da Mulher Aranha | tenente             |
| 1986 | Vento Sul                |                     |
| 1987 | A Dama do Cine Shanghai  | Lana                |
| 1990 | Beijo 2348/72            | Zeca                |
| 1999 | Zoando na TV             | Rodolfo Augusto     |
| 2001 | A Partilha               | ele mesmo           |
| 2004 | Redentor                 | Otávio Sabóia       |
| 2008 | Cleópatra                | Júlio César         |
| 2019 | Sai de Baixo - O Filme   | Caco Antibes        |
| 2024 | Biônicos                 | Matteo              |
| 2025 | Missão Porto Seguro      | Delegado Genaro     |

#### Como dublador
| Ano  | Título                  | Papel       |
| ---- | ----------------------- | ----------- |
| 1996 | Coração de Dragão       | Draco       |
| 1999 | O Pequeno Stuart Little | Snowbell    |
| 2001 | Rugrats em Paris        | Jean Claude |

Em 2000 gravou, com a atriz Elisa Lucinda e sob a direção de Gerson Steves, o CD de poesias Notícias de Mim, baseado no livro homônimo da poetisa paulista Sandra Falcone.

## Teatro

#### Como autor
| Ano  | Título                                                                     |
| ---- | -------------------------------------------------------------------------- |
| 1982 | Rock Horror Show                                                           |
| 1983 | Apenas bons amigos                                                         |
| 1984 | Classificados, Desclassificados                                            |
| 1985 | Miguel Falabella e Guilherme Karan, finalmente juntos e finalmente ao vivo |
| 1986 | Pedra, a tragédia                                                          |
| 1988 | As Sereias da Zona Sul                                                     |
| 1989 | Brasil, a peça                                                             |
| 1990 | A Partilha                                                                 |
| 1992 | Como encher um biquíni selvagem                                            |
| 1992 | No Coração do Brasil                                                       |
| 1993 | Querido Mundo                                                              |
| 1994 | Falabella solta os bichos                                                  |
| 1994 | Louro, alto, solteiro, procura                                             |
| 1995 | A Maracutaia                                                               |
| 1996 | Todo Mundo Sabe que todo mundo sabe                                        |
| 1996 | A Pequena Mártir de Cristo Rei                                             |
| 1998 | O Submarino                                                                |
| 2000 | Os Monólogos da vagina                                                     |
| 2000 | A vida passa                                                               |
| 2001 | South American Way                                                         |
| 2001 | Brasil, a Comédia                                                          |
| 2002 | Capitanias Hereditárias                                                    |
| 2002 | Godspell                                                                   |
| 2003 | Síndromes: loucos como nós                                                 |
| 2003 | Veneza                                                                     |
| 2004 | Mulheres por um fio                                                        |
| 2006 | Império                                                                    |
| 2007 | Um Marido Ideal                                                            |
| 2008 | Os Produtores (versão brasileira)                                          |
| 2009 | Hairspray (versão brasileira)                                              |
| 2010 | A Gaiola das Loucas (versão brasileira)                                    |
| 2011 | Cabaret (versão brasileira)                                                |
| 2012 | Xanadu (versão brasileira)                                                 |
| 2013 | Crazy Fou You (versão brasileira)                                          |
| 2013 | A Madrinha Embriagada (versão brasileira)                                  |
| 2014 | O Homem de La Mancha (versão brasileira)                                   |
| 2015 | Antes Tarde do que Nunca (versão brasileira)                               |
| 2017 | O Som e a Sílaba                                                           |

#### Como ator
| Ano  | Título                                                                     |
| ---- | -------------------------------------------------------------------------- |
| 1972 | O Bobalhão                                                                 |
| 1973 | Este ovo é um galo                                                         |
| 1978 | A menina e o vento                                                         |
| 1978 | As quatro patas do poder                                                   |
| 1978 | O rapto das cebolinhas                                                     |
| 1979 | O Despertar da Primavera                                                   |
| 1980 | Happy end                                                                  |
| 1982 | A Tempestade                                                               |
| 1983 | Apenas bons amigos                                                         |
| 1984 | Galvez, o imperador do Acre                                                |
| 1985 | Miguel Falabella e Guilherme Karan, finalmente juntos e finalmente ao vivo |
| 1986 | Batalha de arroz num ringue pra dois                                       |
| 1987 | Uma Noite com Stella Miranda e Miguel Falabella                            |
| 1994 | Falabella solta os bichos                                                  |
| 1994 | Louro, Alto, Solteiro, Procura                                             |
| 1997 | As Sereias da Zona Sul                                                     |
| 1998 | O Submarino                                                                |
| 2000 | Os Monólogos da vagina                                                     |
| 2000 | A vida passa                                                               |
| 2001 | O Beijo da Mulher Aranha                                                   |
| 2003 | O Pé da Árvore de Natal                                                    |
| 2003 | Batalha de arroz num ringue para dois                                      |
| 2008 | Os Produtores                                                              |
| 2010 | A Gaiola das Loucas                                                        |
| 2013 | Alô Dolly!                                                                 |
| 2014 | O que o Mordomo Viu!                                                       |
| 2015 | Antes Tarde do que Nunca                                                   |
| 2016 | Wicked (Participação Especial)                                             |
| 2016 | God (Versão Brasileira)                                                    |
| 2018 | Os Produtores                                                              |
| 2018 | Annie (musical)                                                            |

#### Como diretor
| Ano               | Título                                |
| ----------------- | ------------------------------------- |
| 1982              | Rocky Horror Show                     |
| 1984              | Emily                                 |
| 1985              | Tupã, a vingança                      |
| 1987              | Lúcia McCartney                       |
| 1988              | O Rouxinol do Imperador               |
| 1990 - 1998/ 2012 | A Partilha                            |
| 1992              | Como encher um biquíni selvagem       |
| 1992              | No Coração do Brasil                  |
| 1993              | A Filha de Lúcifer                    |
| 1993              | Querido Mundo                         |
| 1994              | Falabella solta os bichos             |
| 1994              | A Falecida                            |
| 1995              | A Maracutaia                          |
| 1996              | A Bela do Alantejo                    |
| 1996              | Florbela Espanca                      |
| 1996              | Todo Mundo Sabe que todo mundo sabe   |
| 1996              | A Pequena Mártir de Cristo Rei        |
| 2001              | South American Way                    |
| 2002              | Capitanias Hereditárias               |
| 2002              | Godspell                              |
| 2003              | Batalha de arroz num ringue para dois |
| 2003              | Veneza                                |
| 2004              | A Primeira Noite de um homem          |
| 2006              | Império                               |
| 2008              | Os Produtores                         |
| 2009              | Hairspray                             |
| 2010              | A Gaiola das Loucas                   |
| 2011              | A Escola do Escândalo                 |
| 2012              | Xanadu                                |
| 2013              | A Madrinha Embriagada                 |
| 2014              | O Homem de La Mancha                  |
| 2016              | God (versão brasileira)               |
| 2017              | Hebe - o musical                      |
| 2017              | O Som e a Sílaba                      |
| 2018              | Annie (musical)                       |
| 2022              | Donna Summer Musical                  |
| 2024              | A Partilha                            |
| 2024              | ELVIS - A Musical Revolution          |

#### Como produtor
| Ano  | Título   |
| ---- | -------- |
| 2002 | Godspell |

### Trabalhos no Carnaval

#### Como carnavalesco
| Ano  | Escola            | Colocação   | Divisão        | Enredo                                     |
| ---- | ----------------- | ----------- | -------------- | ------------------------------------------ |
| 1993 | Império da Tijuca | 8º lugar    | Grupo A        | Vitis Vinífera, o Império é uma uva        |
| 1994 | Império da Tijuca | 4º lugar    | Grupo A        | Nelson Rodrigues, um beijo na Sapucaí      |
| 1995 | Império da Tijuca | Vice-Campeã | Grupo A        | No Sassarico da Colombo                    |
| 1996 | Império da Tijuca | 17º lugar   | Grupo Especial | O Reino Unido Independente do Nordeste     |
| 1997 | Rocinha           | 16º lugar   | Grupo Especial | A viagem fantástica do Zé Carioca à Disney |

## Livros
| Título                                                 | Coautores            | Idioma    | Ano  |
| ------------------------------------------------------ | -------------------- | --------- | ---- |
| Pequenas alegrias (Editora Objetiva)                   |                      | Português | 1993 |
| Querido mundo e outras peças                           | Maria Carmem Barbosa | Português | 2003 |
| Le partage                                             |                      | Francês   | 2007 |
| Autores - Histórias da Teledramaturgia - Memória Globo | Vários               | Português | 2008 |
| Vivendo Em Voz Alta                                    |                      | Português | 2011 |
| Charlotte no Reino das Fadas do Dente                  | Vivian Suppa         | Português | 2018 |

## Prêmios e indicações
| Ano  | Associações                         | Categoria                                    | Nomeações                            | Resultado |
| ---- | ----------------------------------- | -------------------------------------------- | ------------------------------------ | --------- |
| 1985 | Prêmio Molière                      | Melhor Direção                               | Emily                                | Venceu    |
| 1985 | Prêmio Mambembe                     | Revelação Teatral                            | Emily                                | Venceu    |
| 1988 | Prêmio Coca-Cola de Teatro Infantil | Direção                                      | O Rouxinol do Imperador              | Indicado  |
| 1988 | Prêmio Coca-Cola de Teatro Infantil | Ator                                         | O Rouxinol do Imperador              | Indicado  |
| 1990 | Prêmio Molière                      | Melhor Autor                                 | A Partilha                           | Venceu    |
| 1992 | Prêmio Melhores TV Press            | Melhor Ator                                  | As Noivas de Copacabana              | Venceu    |
| 1996 | Prêmio APCA de Televisão            | Melhor Telenovela                            | Salsa e Merengue                     | Venceu    |
| 2001 | Prêmio Shell de Teatro              | Melhor Autor                                 | South American Way                   | Venceu    |
| 2001 | Prêmio Arte Qualidade Brasil - RJ   | Melhor Direção Comédia                       | Os Monólogos da Vagina               | Indicado  |
| 2002 | Miami Brazilian Film Festival       | Melhor Roteiro                               | A Partilha                           | Venceu    |
| 2002 | Prêmio Qualidade Brasil - SP        | Melhor Espetáculo Teatral Musical            | Godspell                             | Indicado  |
| 2002 | Prêmio Qualidade Brasil - SP        | Melhor Direção Musical                       | Godspell                             | Venceu    |
| 2005 | Prêmio Arte Qualidade Brasil - SP   | Melhor Autor                                 | A Lua me Disse                       | Indicado  |
| 2005 | Prêmio Arte Qualidade Brasil - RJ   | Melhor Autor                                 | A Lua me Disse                       | Indicado  |
| 2007 | Prêmio Qualidade Brasil - SP        | Melhor Espetáculo Teatral Musical            | Os Produtores                        | Indicado  |
| 2007 | Prêmio Qualidade Brasil - SP        | Melhor Ator de Espetáculo Teatral Musical    | Os Produtores                        | Indicado  |
| 2007 | Prêmio Qualidade Brasil - SP        | Melhor Direção de Espetáculo Teatral Musical | Os Produtores                        | Indicado  |
| 2007 | Miami Brazilian Film Festival       | Melhor Roteiro                               | Polaróides Urbanas                   | Venceu    |
| 2007 | Miami Brazilian Film Festival       | Melhor Filme (voto do público)               | Polaróides Urbanas                   | Venceu    |
| 2008 | Prêmio Arte Qualidade Brasil        | Melhor Diretor                               | Polaróides Urbanas                   | Indicado  |
| 2008 | Prêmio Contigo! de Teatro           | Melhor Musical em Versão Brasileira          | Os Produtores                        | Indicado  |
| 2009 | Prêmio Contigo! de TV               | Melhor Autor                                 | Negócio da China                     | Indicado  |
| 2009 | Prêmio Contigo! de TV               | Melhor Ator Cômico                           | Toma Lá, Dá Cá                       | Indicado  |
| 2009 | Prêmio Qualidade Brasil             | Melhor Espetáculo Teatral Musical            | Hairspray                            | Indicado  |
| 2009 | Prêmio Qualidade Brasil             | Melhor Direção Teatral Musical               | Hairspray                            | Indicado  |
| 2010 | Prêmio Contigo! de Teatro           | Melhor Musical em Versão Brasileira          | Hairspray                            | Indicado  |
| 2010 | Prêmio Contigo! de Teatro           | Melhor Musical em Versão                     | Gypsy                                | Venceu    |
| 2010 | Prêmio Contigo! de Teatro           | Melhor Musical em Versão                     | A Gaiola das Loucas                  | Indicado  |
| 2010 | Prêmio Arte Qualidade Brasil        | Melhor Espetáculo Teatral Musical            | A Gaiola das Loucas                  | Indicado  |
| 2010 | Prêmio Arte Qualidade Brasil        | Melhor Ator Teatral Musical                  | A Gaiola das Loucas                  | Indicado  |
| 2010 | Prêmio Arte Qualidade Brasil        | Melhor Diretor Teatral Musical               | A Gaiola das Loucas                  | Indicado  |
| 2010 | Prêmio Arte Qualidade Brasil        | Melhor Autor de Série                        | A Vida Alheia                        | Indicado  |
| 2010 | Prêmio Arte Qualidade Brasil        | Melhor Diretor de Série                      | A Vida Alheia                        | Indicado  |
| 2012 | Prêmio Contigo! de TV               | Melhor Autor                                 | Aquele Beijo                         | Indicado  |
| 2012 | Prêmio Cenym de Teatro              | Melhor Direção                               | Xanadu                               | Indicado  |
| 2013 | Prêmio Bibi Ferreira                | Melhor Musical - Voto Popular                | Cabaret - O Musical                  | Indicado  |
| 2013 | Prêmio Bibi Ferreira                | Melhor Versão                                | Cabaret - O Musical                  | Venceu    |
| 2013 | Prêmio Faz Diferença                | Revista da TV                                | Pé na Cova                           | Venceu    |
| 2013 | Prêmio Botequim Cultural            | Melhor Diretor                               | Alô, Dolly                           | Venceu    |
| 2013 | Prêmio Qualidade Brasil             | Melhor Direção Teatral Musical               | Alô, Dolly                           | Indicado  |
| 2013 | Prêmio Cenym de Teatro              | Melhor Diretor                               | Alô, Dolly                           | Indicado  |
| 2013 | Prêmio Cenym de Teatro              | Melhor Versão                                | Alô, Dolly                           | Indicado  |
| 2014 | Prêmio APCA de Televisão            | Menção Honrosa                               | Sai de Baixo                         | Venceu    |
| 2014 | Prêmio Contigo! de TV               | Melhor Ator de Série/ Minissérie             | Pé na Cova                           | Indicado  |
| 2014 | Prêmio Bibi Ferreira                | Melhor Direção                               | A Madrinha Embriagada                | Indicado  |
| 2014 | Prêmio Bibi Ferreira                | Melhor Versão                                | A Madrinha Embriagada                | Indicado  |
| 2014 | Prêmio Cenym de Teatro              | Melhor Adaptação Brasileira                  | A Madrinha Embriagada                | Venceu    |
| 2014 | Prêmio Qualidade Brasil             | Melhor Ator Teatral Comédia                  | O Que o Mordomo Viu                  | Indicado  |
| 2014 | Prêmio Qualidade Brasil             | Melhor Direção Teatral Comédia               | O Que o Mordomo Viu                  | Indicado  |
| 2014 | Prêmio Quem de Teatro               | Melhor Ator de Teatro                        | O Que o Mordomo Viu                  | Indicado  |
| 2015 | Prêmio Bibi Ferreira                | Melhor Versão                                | Chaplin, O Musical                   | Indicado  |
| 2015 | Prêmio Bibi Ferreira                | Melhor Diretor                               | O Homem de La Mancha                 | Venceu    |
| 2015 | Prêmio Bibi Ferreira de Teatro      | Melhor Ator                                  | Antes Tarde do que Nunca             | Indicado  |
| 2015 | Prêmio Quem de Teatro               | Melhor Ator de Teatro                        | Antes Tarde do que Nunca             | Indicado  |
| 2017 | Prêmio Destaque Imprensa Digital    | Destaque Roteiro                             | O Som e a Silaba                     | Venceu    |
| 2017 | Prêmio Destaque Imprensa Digital    | Destaque Direção                             | O Som e a Silaba                     | Indicado  |
| 2017 | Prêmio Destaque Imprensa Digital    | Destaque Direção                             | Hebe, O Musical                      | Indicado  |
| 2017 | Prêmio Musical Cast                 | Melhor Direção                               | Hebe, O Musical                      | Indicado  |
| 2018 | Prêmio Reverência de Teatro Musical | Melhor Autor                                 | Hebe, O Musical                      | Indicado  |
| 2018 | Prêmio Reverência de Teatro Musical | Melhor Direção                               | O Som e a Silaba                     | Indicado  |
| 2018 | Prêmio Bibi Ferreira                | Melhor Roteiro Original                      | O Som e a Silaba                     | Venceu    |
| 2018 | Prêmio Bibi Ferreira                | Melhor Direção                               | O Som e a Silaba                     | Indicado  |
| 2018 | Prêmio Botequim Cultural            | Melhor Diretor Teatro Musical                | O Homem de la Mancha                 | Indicado  |
| 2018 | Prêmio do Humor                     | Categoria Especial                           | Adaptação em versos da peça Mordidas | Indicado  |
| 2018 | Prêmio Aplauso Brasil               | Melhor Direção (júri popular)                | O Som e a Sílaba / Hebe, o musical   | Venceu    |
| 2018 | Prêmio Aplauso Brasil               | Melhor Direção (júri técnico)                | O Som e a Sílaba / Hebe, o musical   | Venceu    |
| 2018 | Prêmio Aplauso Brasil               | Melhor Dramaturgia                           | O Som e a Sílaba                     | Indicado  |
| 2018 | Broadway World Brazil Awards        | Melhor Texto Original (Musical)              | O Som e a Sílaba                     | Indicado  |
| 2019 | Prêmio Botequim Cultural            | Melhor Diretor                               | O Som e a Sílaba                     | Indicado  |
| 2019 | Prêmio Botequim Cultural            | Melhor Autor (Original ou Adaptado)          | O Som e a Sílaba                     | Indicado  |
| 2019 | Prêmio Cenym de Teatro              | Melhor Texto Original                        | O Som e a Sílaba                     | Indicado  |
| 2019 | Prêmio Brasil Musical               | Texto Original                               | O Som e a Sílaba                     | Indicado  |
| 2019 | Brazilian Film Festival of Miami    | Melhor Filme                                 | Veneza                               | Indicado  |
| 2019 | Brazilian Film Festival of Miami    | Melhor Diretor                               | Veneza                               | Indicado  |
| 2019 | Brazilian Film Festival of Miami    | Melhor Roteiro                               | Veneza                               | Venceu    |
| 2020 | Prêmio do Humor                     | Melhor Performance                           | A Mentira                            | Indicado  |
| 2022 | Grande Prêmio do Cinema Brasileiro  | Melhor Roteiro Adaptado                      | Veneza                               | Indicado  |
| 2022 | Prêmio Bibi Ferreira                | Melhor Musical                               | Donna Summer Musical                 | Indicado  |
| 2022 | Prêmio Bibi Ferreira                | Melhor Direção em Musical                    | Donna Summer Musical                 | Indicado  |
| 2022 | Prêmio Arcanjo de Cultura           | Teatro                                       | Marrom, O Musical                    | Indicado  |
| 2023 | Prêmio Bibi Ferreira                | Melhor Direção em Musicais                   | Marrom, O Musical                    | Pendente  |